# Pachypodium bispinosum
Pachypodium bispinosum ((L.f.) A.DC., 1844) è una pianta della famiglia delle Apocinacee, endemica del Sudafrica.

## Distribuzione e habitat
Questa specie è un endemismo della Provincia del Capo orientale.
Cresce nella aree semi-desertiche.